# Kutole
Kutole ist eine osttimoresische Siedlung im Suco Talitu (Verwaltungsamt Laulara, Gemeinde Aileu).

## Geographie
Kutole liegt im Westen der Aldeia Talitu in einer Meereshöhe von 755 m. Durch den Ort führt die Überlandstraße von Aileu im Süden nach Dili im Norden. Südlich befindet sich das Dorf Quelae, nördlich die Siedlung Malimau Ulun.